# Ом, Мартин
Мартин Ом (нем. Martin Ohm; 6 мая 1792, Эрланген — 1 апреля 1872, Берлин) — немецкий математик. Брат физика Георга Симона Ома. Является отцом Богдана Литуса

## Биография
Родился в семье бедного слесаря. Окончив университет Эрлангена, в 1811 получил степень доктора философии под руководством К. Лангсдорфа.
В 1811—1817 работал в том же университете, в 1817—1821 преподавал в различных средних школах.
С 1821 — приват-доцент, с 1824 — экстраординарный профессор, с 1826 Член-корреспондент, иностранный член Российской академии наук, с 1839 — ординарный профессор Берлинского университета. С 1832 — член-корреспондент Баварской академии наук. Одновременно преподавал в Строительной академии (Берлин, 1824—1831), в Артиллерийской и инженерной школе (Берлин, 1833—1852).
В 1849—1852 был членом Прусской палаты депутатов.

## Научная деятельность
Основные исследования относятся к теории чисел и геометрии. Ряд работ посвящён механике, теории дзета-функций, теории тригонометрических рядов, основаниям математики. В труде «Опыт логического изложения математики» (1822—1852) заложил основы формализованной алгебры, сформулировал принцип расширения числовой области.
В 1835 ввёл в обиход термин «золотое сечение».

### Избранные труды
- Ohm M. Versuch eines vollkommenen, consequenten Systems der Mathematik (нем.). — Berlin, 1828.

Труды Мартина Ома в Немецкой национальной библиотеке Архивная копия от 7 марта 2016 на Wayback Machine

### Ученики
Фридрих Август, Фридрих Бахман, Пауль Бахман, Йозеф Брутковски, Эдуард Гейне, Рудольф Липшиц, Лео Похгаммер, Фридрих Прюм, Вильгельм Вагнер, Герман Вальдестель, Вильгельм Вернике, Елена Герц, Валентин Герц, Иоганна Герц.

## Семья[5]
Отец — Иоганн Вольфганг, весьма развитый и образованный человек, с детства привил сыновьям любовь к математике и физике.
Мать — Мария Елизавета, умерла при родах, когда Мартину было семь лет.
Брат — Георг, физик, именем которого названа единица электрического сопротивления.
Сестра Барбара.

## Память
Имя Мартина Ома носит Омштрассе — переулок между Рунгештрассе и Кёпеникерштрассе в Берлине (район Митте).